# 통일 콩고
통일 콩고란 여러 구성민족과 민족언어, 공용어(프랑스어)를 공유하는 콩고와 콩고 민주 공화국이 통일하자는 민족통일주의 개념이다. 두 국가는 각각 다른 나라들(프랑스와 벨기에)의 식민 지배를 받아 서로 다른 국가로 갈라졌다.